# 제1통신여단 (미국)
제1통신여단(1st Signal Brigade)은 미국 육군의 통신 여단이다. 현재 제9통신사령부 예하 부대로서 용산 기지에 본부를 두고, 제8군에 배속되어 주한 미군에 군사 통신 지원을 제공하고 있다. 모토는 First to Communicate→첫번째로 통한다와 Voice of the ROK!→대한민국의 목소리!.

## 역사

### 베트남
1966년 3월 26일에 계획이 구체적으로 잡히고, 4월 1일 베트남 공화국에서 정규군 부대로서 창설되었다. 여단에 주어진 임무는 베트남 공화국의 국토 전체에 걸친 복잡하고 광범위한 전술 및 전략 통신망을 구축하고 유지보수 및 관리하는 것이었다.
여단 규모가 최대치에 도달했을때는 약 2만 1천명의 병력에 6개 통신단(제160통신 포함), 22개 통신대대, 그 외 여러개의 커다란 통신국을 가진 당시에 가장 큰 단일 여단이 되었다. 1968년부터는 점차 줄어들어 1972년 11월에는 약 1천 3백명까지 병력이 적어졌다. 이후, 베트남 공화국에서 철수하여 전략통신사령부(USASTRATCOM) 예하부대로 지정되고 대한민국에 배치되었다.

### 대한민국
1973년 1월 29일, 여단은 USASTRATCOM 일반 명령 56번에 따라 재소집되어 주한 미군 사령부, 제8군, 국제 연합 사령부에 통신 지원을 제공하는 임무를 부여받았다.
1976년 제8군의 제304, 307전술통신대대가 여단으로 배속되고, 이듬해 전술을 뺀 통신대대로 개명되었다.
1985년 10월, 여단에 미국군 네트워크(AFN)의 AM, FM 라디오 방송과 텔레비전 방송에 대한 배급과 유지보수 업무가 배정되었다.
2014년 6월 6일, 제251통신파견대가 12년 간의 임무를 마치고 용산 기지 안의 다목적상영관(multi-purpose theater facility)에서 해산식을 가지고 해산하였다. 9월 16일, 캠프 워커의 제14통신파견대가 해산하였다.

## 편성

### 현재
- 여단 본부 및 본부중대 - 캠프 험프리스
- 제36통신대대, HHD[3] - 캠프 워커; 1974년 7월 1일 ~ 2018년 9월 (부대 해체)
  - 제275통신중대 - CP 탱고/캠프 캐롤; 1974년 7월 1일 ~ 현재
  - 제362통신중대 - 캠프 험프리스; 1974년 7월 1일 ~ 현재
- 제41통신대대, HHD[4] - 캠프 험프리스; 1974년 7월 1일 ~ 현재
  - 제169통신중대 / USANEC - 캠프 워커; 1974년 7월 1일 ~ 현재
  - 제293통신중대 / USANEC - 캠프 케이시; 1974년 7월 1일 ~ 현재
  - 제362통신중대 / USANEC - 서울; 1974년 7월 1일 ~ 현재[5]
  - 제501통신중대 / USANEC - 캠프 험프리스; 1974년 7월 1일 ~ 현재
  - 제275통신중대 / DSCS - 캠프 캐롤
- 제304원정통신대대; 1950년 ~ 현재[6]
- 제6지역사이버센터; 2006년 ~ 현재[7]
- 미국 육군 태평양 통신정보시스템처; 2010년 10월 1일 ~ 현재

### 이전
- 지역교신단(Communications)
- 제2통신단 - 롱 빈; 1961년 6월 21일 ~ 1971년 10월 23일
- 제12통신단 - 다낭; 196?년 ~ 1972년
- 제21통신단 - 나뜨랑; 1965년 9월 1일 ~ 1971년 11월 27일
- 제29통신단 - 방콕 (주태 미국 육군 지원대); 196?년 ~ 1972년
- 제160통신단 - 롱 빈; 1967년 4월 20일 ~ 1972년 6월 3일
- 제307통신대대; 1988년 3월 16일 ~ ?, 제516통신여단 전속.
- 제14통신분견대 - 캠프 워커; 10월 16일 ~ 2014년 9월 16일[8][2]
- 제251통신분견대; 2002년 10월 16일 ~ 2014년 6월 6일[9][1]
- 제201통신중대 - 용산 기지; 1987년 10월 1일 ~ ?[주석 1]
- 제257통신중대; 1974년 7월 1일 ~ 1995년 10월 16일[7]
- 제552통신중대 - 캠프 레드 클라우드; 1974년 7월 1일 ~ ?[주석 1]

## 역대 여단장
| 계급 | 성명                   | 취임일           | 이임일           | 참고   |
| ---- | ---------------------- | ---------------- | ---------------- | ------ |
| 준장 | 로버트 D. 테리         | 1966년 4월 1일   | 1967년 7월 29일  |        |
| 준장 | W.M. 반 할린겐         | 1967년 7월 30일  | 1969년 2월 1일   |        |
| 준장 | 토머스 라이엔지        | 1969년 2월 2일   | 1970년 6월 19일  |        |
| 소장 | 휴 F. 포스터. Jr.      | 1970년 6월 2일   | 1971년 4월 30일  |        |
| 준장 | 윌번 위버              | 1971년 5월 1일   | 1972년 6월 10일  |        |
| 준장 | 찰스 R. 메이어         | 1972년 6월 11일  | 1972년 11월 6일  |        |
| 대령 | 월턴 K. 리처드슨       | 1972년 11월 13일 | 1973년 1월 24일  |        |
| 대령 | 제임스 M. 록웰         | 1973년 1월 24일  | 1973년 7월 24일  |        |
| 대령 | 잭 L. 핸콕             | 1973년 7월 24일  | 1974년 12월 16일 |        |
| 대령 | 제임스 L. 영           | 1976년 7월 20일  | 1978년 5월 10일  |        |
| 대령 | 도널드 그릭스          | 1980년 6월 19일  | 1982년 6월 28일  |        |
| 대령 | 윌리엄 R. 크로포드     | 1978년 6월 21일  | 1980년 6월 18일  |        |
| 대령 | 피터 카인드            | 1982년 6월 29일  | 1984년 6월 29일  |        |
| 대령 | 리처드 J. 말리온       | 1984년 6월 29일  | 1986년 5월 16일  |        |
| 대령 | 렘지 브랜던            | 1986년 5월 16일  | 1988년 5월 11일  |        |
| 대령 | 토미 H. 베르겐         | 19882년 5월 11일 | 1990년 5월 2일   |        |
| 대령 | 리처드 M. 그레이브스   | 1990년 5월 3일   | 1992년 5월 7일   |        |
| 대령 | 윌리엄H. 루스          | 1992년 5월 8일   | 1994년 5월 11일  |        |
| 대령 | 존 P. 카바나그         | 1994년 5월 11일  | 1996년 6월 5일   |        |
| 대령 | 리처드 D. 리           | 1996년 6월 5일   | 1998년 6월 16일  |        |
| 대령 | 존 J. 레이드           | 1998년 6월 16일  | 2000년 6월 23일  |        |
| 대령 | 페리 L. 브리지 Jr.     | 2000년 6월 23일  | 002년 6월 19일   |        |
| 대령 | 로널드 M. 보우차드     | 2002년 6월 19일  | 2004년 6월 30일  |        |
| 대령 | 라워렌 V. 패터슨       | 2004년 6월 30일  | 2006년 7월 18일  |        |
| 대령 | 브라이언 P. 무어       | 2006년 7월 18일  | 2008년 6월 16일  |        |
| 대령 | 웰턴 체이스 Jr.        | 2008년 6월 16일  | 2010년 6월 16일  |        |
| 대령 | 폴 프레덴브그 3세      | 2012년 6월 21일  | 2014년 6월       |        |
| 대령 | 아베스타 P. 로버슨     | 2014년 6월       | 2016년 7월 6일   |        |
| 대령 | 스코트 A. 버드         | 2016년 7월 6일   | 2018년 7월 17일  |        |
| 대령 | 조셉 M. 파이쇽         | 2018년 7월 17일  | 2020년 6월 19일  |        |
| 대령 | 앤마리 R. 위어스갈라   | 2020년 6월 19일  | 2022년 7월 7일   | [ 10 ] |
| 대령 | 크리스토퍼 S. 맥클루어 | 2022년 7월 7일   | 진행중           |        |

## 기록

### 계보
- 1966년 3월 26일, Headquarters and Headquarters Company, 1st Signal Brigade
정규군 배정
→제1통신여단, 본부 및 본부중대

### 소속
- 주월 미국 육군; 1965년 4월 1일 ~ 1973년 1월 29일
- 제8군; 1973년 1월 29일 ~ 현재

### 전역
| 스트리머    | 내역 |
| ----------- | --- |
| 베트남 전쟁 | - 반격 - 반격, 제2(II)단계 - 반격, 제3(III)단계 - 구정 대공세 - 반격, 제4(IV)단계 - 반격, 제5(V)단계 - 반격, 제6(VI)단계 - 69년 구정 반격 - 1969년 하계-추계 - 1970년 동계-춘계 - 성소 반격 - 반격, 제7(VII)단계 - 제1(I)차 통합 - 제2(II)차 통합 - 사격 중지 |

### 스트리머
| 스트리머          | 내역                                      | 명령서 |
| ----------------- | ----------------------------------------- | ------ |
| 육군 공로부대표창 | 베트남, 1966년 4월 1일 ~ 1967년 7월 31일  | [ 11 ] |
| 육군 공로부대표창 | 베트남, 1967년 8월 1일 ~ 1969년 10월 31일 | [ 12 ] |
| 육군 공로부대표창 | 베트남, 1970년 7월 1일 ~ 1972년 7월 1일   | [ 13 ] |
| 육군 우수부대표창 | 한국, 2007년 1월 1일 ~ 12월 31일          | [ 14 ] |

## 참고

### 인용
1. 1 2  Gregory T. Summers (2014년 6월 10일). “1st Signal Brigade bids farewell to 251st Signal Detachment at Deactivation Ceremony” (영어). 1st Signal Brigade Public Affairs Office. 2014년 11월 11일에 확인함.
2. 1 2  “The 14th Signal Detachment colors have been cased and the unit officially deactivated” (영어). 14th Signal Detachment Facebook. 2014년 9월 16일. 2017년 2월 15일에 확인함.
3. ↑  “36th Signal Battalion Organization” (PDF) (영어). 1st Signal Brigade Public Affairs Office. 2016년 10월 22일에 원본 문서 (PDF)에서 보존된 문서. 2016년 5월 30일에 확인함.
4. ↑  “41st Signal Battalion Task Organization” (PDF) (영어). 1st Signal Brigade Public Affairs Office. 2018년 7월 23일. 2018년 9월 12일에 확인함.
5. ↑  “362d SIGNAL COMPANY”. Center of Military History. 2010년 9월 23일. 2018년 9월 12일에 확인함.
6. ↑  “304th Signal Battalion” (영어). Center of Military History. 2004년 1월 14일. 2017년 10월 30일에 확인함.
7. 1 2  “6th Signal Center”. 《history.army.mil》. Center of Military History. 2010년 9월 23일. 2017년 1월 22일에 확인함.
8. ↑  “14th Signal Detachment” (영어). Center of Military History. 2003년 3월 12일. 2017년 10월 30일에 확인함.
9. ↑  “251st Signal Detachment” (영어). Center of Military History. 2009년 10월 1일. 2017년 10월 30일에 확인함.
10. ↑  Capt. Robert N. Durr (2016년 7월 6일). “1st Signal Welcomes 31st Commander”. 1st Signal Brigade Public Affairs Office. 2017년 1월 22일에 확인함.
11. ↑  “General Orders No. 17” (PDF) (영어). Washington D.C.: Headquaters, Department of The Army. 1968년 4월 23일. 17쪽. 2019년 12월 17일에 원본 문서 (PDF)에서 보존된 문서. 2019년 12월 18일에 확인함.
12. ↑  “General Orders No. 48” (PDF) (영어). Washington D.C.: Headquaters, Department of The Army. 1971년 10월 14일. 2쪽. 2019년 12월 17일에 원본 문서 (PDF)에서 보존된 문서. 2019년 12월 18일에 확인함.
13. ↑  “General Orders No. 6” (PDF) (영어). Washington D.C.: Headquaters, Department of The Army. 1974년 2월 25일. 1쪽. 2019년 12월 17일에 원본 문서 (PDF)에서 보존된 문서. 2019년 12월 18일에 확인함.
14. ↑  “General Orders No. 2014-04” (PDF) (영어). Headquaters, Department of The Army. 2014년 5월 21일. 1쪽. 2019년 12월 17일에 원본 문서 (PDF)에서 보존된 문서. 2019년 12월 18일에 확인함.

### 웹
- “Headquarters and Headquarter Company, 1st Signal Brigade (First to Communicate)” (영어). Center of Military History. 2010년 1월 22일. 2014년 4월 22일에 원본 문서에서 보존된 문서. 2014년 4월 21일에 확인함.